# Pascal Armant
Pour les articles homonymes, voir Armant.
Pascal Armant, né à Troyes en 1963, est un ingénieur du son français.

## Biographie
Après des études musicales et scientifiques, il s'oriente vers la prise de son pour l'image et collabore depuis 1985 à de nombreux projets d'abord comme perchman puis, dès 1990, au poste d'ingénieur du son-tournage.
Il exerce son métier dans tous les domaines de l'audiovisuel : institutionnel, documentaire, magazine et film TV, court et long-métrage de fiction
Pascal Armant a notamment été ingénieur du son sur :

## Long métrage
- En fanfare d'Emmanuel Courcol (2024)
- Les Fantasmes de David Foenkinos et Stéphane Foenkinos (2021) Mandarin Productions
- Play d’Anthony Marciano (2020) Chapter 2
- Hors Normes de Eric Toledano et Olivier Nakache (2019) Quad Ten
- Roxane de Mélanie Auffret (2019) Quad Films
- Les Aventures de Spirou et Fantasio de Alexandre Coffre (2017) Moana Films
- Le Sens de la Fête de Olivier Nakache et Eric Toledano (2016) Quad Ten
- Gauguin : Voyage de Tahiti de Édouard Deluc (2016) Move Movie
- Cessez-le-feu de Emmanuel Courcol (2015) Polaris
- Le Père Noël de Alexandre Coffre (2014) Quad
- Samba de Olivier Nakache et Eric Toledano (2014) Quad
- The Smell of Us de Larry Clark (2014) Polaris
- Eyjafjallajökull de Alexandre Coffre (2013) Quad
- Insaisissables de Louis Leterrier (2013) Summit Entertainment
- La Soif du monde de Yann Arthus-Bertrand (2012)
- Intouchables de Olivier Nakache et Éric Toledano (2011) Quad
- Et soudain, tout le monde me manque de Jennifer Devoldère (2011) Vertigo
- L'Arnacœur de Pascal Chaumeil (2010) Quad
- Jusqu'à toi de Jennifer Devoldère (2009) Quad
- Tellement proches de Olivier Nakache et Éric Toledano (2009) Quad
- Commis d'office (film) de Hannelore Cayre (2009) Dolce Vita
- Nulle part, terre promise de Emmanuel Finkiel (2008) Films du Poisson
- Les Petits Poucets de Thomas Bardinet (2008) Films de la Capucine
- La Capture de Carole Laure (2007) Flach Film
- Un secret de Claude Miller (2007) UGC-YM
- Chacun sa nuit de Pascal Arnold et Jean-Marc Barr (2006) Toloda
- Nos jours heureux de Olivier Nakache et Eric Toledano (2006) Quad
- Un fil à la patte (film, 2005) de Michel Deville (2005) Eléfilm
- La Sirène rouge d’Olivier Megaton (2002) Haut et Court
- Being Light de Pascal Arnold et Jean-Marc Barr (2001) Toloda
- Too Much Flesh de Pascal Arnold et Jean-Marc Barr (2000) Toloda
- La Chambre des magiciennes de Claude Miller (2000) Films de la Boissière
- Lovers (film, 1999) de Jean-Marc Barr(1999) Toloda
- J'aimerais pas crever un dimanche de Didier Le Pêcheur (1998) Program33
- La Vie sur Terre d’Abderrahmane Sissako (1998) Haut et Court
- Le Maître des éléphants de Patrick Grandperret (1995) Ciby 2000
- Molom, conte de Mongolie de Marie Jaoul de Poncheville (1995) Lung-Ta
- Aldas de Chaymbolyn Jumdaan (1994) Lung-Ta/RGP
- Lumière noire de Med Hondo(1994) MH Films
- Morasseix de Damien Odoul (1993) RGP
- L'Enfant lion de Patrick Grandperret (1993) RGP

## Téléfilm et documentaire
- En thérapie de Eric Toledano et Olivier Nakache (2021) Films du Poisson/ARTE
- Alexandra Ehle n° 6 et 7 de François Basset (2021) JLA Productions/France 3
- La Révolution de Julien Trousselier (2020) Netflix
- Huge in France  de Andrew Mogel et Jarrad Paul (2019) Netflix
- La soif du monde de Yann Arthus-Bertrand (2012) Calt Production
- Victor Sauvage de Patrick Grandperret (2010) Made in PM
- Les Européens de Emmanuel Finkiel (2006) ARTE
- Les Enquêtes d'Éloïse Rome no 19 à 24 de Christophe Douchand (2005) Escazal
- Mana : beyond belief de Peter Friedman et Roger Manley (2004) ADR
- Tchala, l’argent des rêves de Michèle Lemoine (2003) Dominant 7
- Les Enquêtes d'Éloïse Rome no 13 à 15 de Christophe Douchand (2003) Escazal
- Roues libres de Sidiki Bakaba (2003) ARTE
- Sang d'encre de Didier Le Pêcheur (2002) Télé-Images Création
- L'Instit de Jérôme Laperrousaz (2001) Hamster
- Couleur Havane de Patrick Grandperret (1999) ARTE/SMFilm
- Va savoir (émission) avec Gérard Klein (1995 à 2000) France Télévision/JLR

## Distinctions

### Nominations
- César 2012 : meilleur son pour Intouchables
- César 2018 : meilleur son pour Le Sens de la fête
- César 2025 : meilleur son pour En fanfare